# 朱志光
朱志光（Chu Alex Chi Kwong，1960年8月29日—），生於香港，現為香港超級聯賽球會東區體育會體育總監。他亦是一位退役香港足球運動員，原司職防守中場。

## 球員生涯
朱志光生於香港，在加山預備組出道。1979年，他被足總指控冒認另一位球員代表筲漁參與4場青年區際賽，朱志光解釋稱對事件並不知情，他將自己的證件交級球隊職員報名，而報名表只有見證人簽署，唯足總認為當中存在欺騙行為，經審訊後他被罰停賽三年半。1980年，精工邀請他加入其預備組，足主黃創山親自為他向足總求情，最後獲得減刑。
朱志光職業生涯效力過甲組球會南華、流浪、海峰和乙組球會港燈，1988年轉投星島，是他職業生涯顛峰時期。他在1995/96球季次循環聯賽對好易通賽事中，由於正選及後備龍門分別受傷和停場，結果由在球隊年資最長的朱志光客串擔任守門員，而他在該場比賽經常引球出擊，更在角球攻勢中上前助攻，令球迷津津樂道，期間因朱志光不諳守門員條例，用手接隊友的回傳，被判間接自由球，幸好易通未能將皮球送入網窩，雖然最後星島仍以0–2敗陣，但朱志光賽後獲多名球迷等候報以他掌聲，而朱志光長期效力星島至掛靴。

## 教練生涯

### 球會
退役後，朱志光經新成班球會福建職員邀請擔任主教練持續四個球季，而外界的評價都是福建以這麼低班費征戰甲組聯賽，都不用降班，間中朱志光亦帶領球隊擊敗愉園和晨曦等強隊，而他執教福建時還帶出唐建文與張春暉和黃展鴻等香港代表隊成員，惟福建於2004/05球季，在甲組聯賽9支球隊名列第8，宣告護級失敗，在頂級聯賽角逐僅三季，便降回乙組聯賽作賽。
2006年，朱志光加盟傑志擔任領隊，曾培養出顏樂楓與李毅凱及曾健晃等年輕球員，和招攬林嘉緯等現時香港代表隊成員，直到2007年12月27日，傑志教練狄恩被球會調職後，朱志光便獲委任為暫代教練，而他於2008年1月11日首次帶領傑志出戰，最於以1–1賽和東方，到2013/14球季季中，傑志教練高美斯突然請辭，朱志光便與鄭兆聰共同暫代球會總教練職務直至季尾，而他們兩人亦以總教練身分帶領傑志以不敗姿態稱霸末代甲組聯賽，其後傑志再有教練加西亞於2015/16球季季中離職，讓朱志光再次暫代球會總教練職務直至季尾，他在2016/17球季以足球總監兼主教練身份執掌傑志，並在2017年1月季中當機立斷，棄用傑志常用的4-3-3陣式，轉踢3-4-3陣式，惟於本地賽「零本土」陣容卻惹來部份球迷爭議，當屆以教練身份為球隊贏得三冠王（聯賽、高級銀牌、足總盃），可惜傑志於亞冠盃外圍賽附加賽圈最後以互射12碼出局，而朱志光於季尾更首次當選香港足球明星選舉的最佳教練。
2017/18球季，朱志光帶領傑志出戰2018年亞洲聯賽冠軍盃分組賽。本地賽事方面，他為球隊贏得三冠王（聯賽、菁英盃、足總盃）。
2020年3月23日，朱志光第四度暫接帥印，原教練施利斯高域改任顧問。結果，他為球隊贏得聯賽與菁英盃冠軍。
2021年6月，朱志光帶領傑志出戰亞冠盃分組賽，對手包括廣州隊、泰港及大阪櫻花。傑志最終在小組以6戰11分排第2。
2021年8月2日，傑志宣布球隊教練朱志光短暫卸下主帥位置，重回自己原本的球隊總監，而球隊主教練由助教金東進暫代。
2022年，朱志光帶領傑志出戰亞冠盃分組賽，小組4戰7分排第2，晉身16強。
2025年8月14日，朱志光離開效力19年的傑志，官方以「傳奇教練」稱呼他，並感謝其過去於不同崗位對球會的貢獻。
2025年8月20日，東區體育會宣布聘任朱志光為該會首位體育總監。

### 香港隊
於2019年8月11日，香港足球總會正式公佈，暫委朱志光為香港男子足球代表隊助理主教練，與主教練麥柏倫先生共同帶領香港隊備戰即將舉行的世界盃外圍賽和2019年12月在韓國舉行的東亞盃決賽周賽事。此暫委任命至十二月底東亞盃賽事結束為止。

## 榮譽
個人
- 香港足球明星選舉 最佳教練（2016–17、2017–18、2020–21季度）

## 外部連結
- 香港足球總會球員註冊資料 （页面存档备份，存于）
- 傑志足球隊管理層簡介 （页面存档备份，存于）